# Нотація Фогта
Нотація Фогта — матрична форма запису симетричного тензора 4-го рангу. Вперше була запропонована німецьким фізиком Вольдемаром Фогтом для тензора пружності в формулюванні закону Гука для анізотропних матеріалів.

## Позначення
Якщо тензор 4-ранга {\displaystyle c_{ijkl}} є симетричним за першою і другою парою індексів
{\displaystyle c_{ijkl}=c_{jikl}},
{\displaystyle c_{ijkl}=c_{ijlk}},
то його елементи можуть бути записані у вигляді матриці 6x6, використовуючи наступну підстановку індексів:
{\displaystyle 11\rightarrow 1}
{\displaystyle 22\rightarrow 2}
{\displaystyle 33\rightarrow 3}
{\displaystyle 23,32\rightarrow 4}
{\displaystyle 13,31\rightarrow 5}
{\displaystyle 12,21\rightarrow 6}.
Наприклад, компонента {\displaystyle c_{3122}} буде відповідати елементу матриці {\displaystyle C_{52}}.
Використовуючи ті ж підстановки індексів, можна записувати симетричні тензори 2 рангу у вигляді 6 векторів.
При такому поданні результат множення тензорів, взагалі кажучи, не відповідають результату множення матриць.
Для того, щоб операція тензорного множення могла бути записана у вигляді множення матриць, може знадобитися введення додаткових множників.
Той факт, що тензор пружності має щонайбільше 21 незалежну копоненту дозволяє записати закон Гука в простішій формі з використанням матриць 6х6.
При цьому вводяться такі позначення:
{\displaystyle \varepsilon _{i}=\varepsilon _{ii},\qquad \sigma _{i}=\sigma _{ii}}
для i = 1,2,3.
{\displaystyle \varepsilon _{4}=\varepsilon _{23}+\varepsilon _{32},\qquad \sigma _{4}=\sigma _{23}+\sigma _{32}},
{\displaystyle \varepsilon _{5}=\varepsilon _{13}+\varepsilon _{31},\qquad \sigma _{5}=\sigma _{13}+\sigma _{31}},
{\displaystyle \varepsilon _{6}=\varepsilon _{12}+\varepsilon _{21},\qquad \sigma _{6}=\sigma _{12}+\sigma _{21}}.

## Матричний запис закону Гука
Тоді матриця жорсткості визначається за допомогою співвідношення
{\displaystyle \left({\begin{matrix}\sigma _{1}\\\sigma _{2}\\\sigma _{3}\\\sigma _{4}\\\sigma _{5}\\\sigma _{6}\end{matrix}}\right)=\left({\begin{matrix}c_{11}&c_{12}&c_{13}&c_{14}&c_{15}&c_{16}\\c_{21}&c_{22}&c_{23}&c_{24}&c_{25}&c_{26}\\c_{31}&c_{32}&c_{33}&c_{34}&c_{35}&c_{36}\\c_{41}&c_{42}&c_{43}&c_{44}&c_{45}&c_{46}\\c_{51}&c_{52}&c_{53}&c_{54}&c_{55}&c_{56}\\c_{61}&c_{62}&c_{63}&c_{64}&c_{65}&c_{66}\\\end{matrix}}\right)\left({\begin{matrix}\varepsilon _{1}\\\varepsilon _{2}\\\varepsilon _{3}\\\varepsilon _{4}\\\varepsilon _{5}\\\varepsilon _{6}\end{matrix}}\right)}
Матриця жорсткості симетрична
{\displaystyle c_{ik}=c_{k1}},
а тому здебільшого її зображають в трикутній формі
{\displaystyle \left({\begin{matrix}c_{11}&c_{12}&c_{13}&c_{14}&c_{15}&c_{16}\\&c_{22}&c_{23}&c_{24}&c_{25}&c_{26}\\&&c_{33}&c_{34}&c_{35}&c_{36}\\&&&c_{44}&c_{45}&c_{46}\\&&&&c_{55}&c_{56}\\&&&&&c_{66}\\\end{matrix}}\right)}
Такий загальний вигляд матриця жорсткості має для кристалів найнижчої симетрії. Для кристалів високої симетрії матриця жорсткості має
менше незалежних елементів і її вигляд спрощується. Наприклад, для ізотропного середовища залишається лише два незалежних елементи.

## Матрицяжорсткості для різнихсингоній

### Триклінна сингонія
Матриця жорсткості має загальний вигляд із 21-м незалежним елементом.

### Моноклінна сингонія
Тринадцять незалежних пружніх сталих
{\displaystyle \left({\begin{matrix}c_{11}&c_{12}&c_{13}&0&c_{15}&0\\&c_{22}&c_{23}&0&c_{25}&0\\&&c_{33}&0&c_{35}&0\\&&&c_{44}&0&c_{46}\\&&&&c_{55}&0\\&&&&&c_{66}\\\end{matrix}}\right)}

### Ромбічна сингонія
9 незалежних елементів
{\displaystyle \left({\begin{matrix}c_{11}&c_{12}&c_{13}&0&0&0\\&c_{22}&c_{23}&0&0&0\\&&c_{33}&0&0&0\\&&&c_{44}&0&0\\&&&&c_{55}&0\\&&&&&c_{66}\\\end{matrix}}\right)}

### Тетрагональна сингонія
Кристалічні класи 4, {\displaystyle {\bar {4}}}, 4/m мають матрицю жорсткості з 7-ма незалежними модулями пружності:
{\displaystyle \left({\begin{matrix}c_{11}&c_{12}&c_{13}&c_{14}&c_{15}&c_{16}\\&c_{11}&c_{13}&0&0&-c_{16}\\&&c_{33}&0&0&0\\&&&c_{44}&0&0\\&&&&c_{55}&0\\&&&&&c_{66}\\\end{matrix}}\right)}
Кристалічні класи 422, 4mm, {\displaystyle {\bar {4}}}2m, 4/mmm мають 6 незалежних елементів
{\displaystyle \left({\begin{matrix}c_{11}&c_{12}&c_{13}&c_{14}&c_{15}&0\\&c_{11}&c_{13}&0&0&0\\&&c_{33}&0&0&0\\&&&c_{44}&0&0\\&&&&c_{55}&0\\&&&&&c_{66}\\\end{matrix}}\right)}

### Тригональна сингонія
Кристалічні класи {\displaystyle {\bar {3}}} і 3 характеризуються 7-а незалежними модулями пружності
{\displaystyle \left({\begin{matrix}c_{11}&c_{12}&c_{13}&c_{14}&-c_{15}&0\\&c_{11}&c_{13}&c_{14}&c_{15}&0\\&&c_{33}&0&0&0\\&&&c_{44}&0&c_{15}\\&&&&c_{55}&c_{14}\\&&&&&(c_{11}-c_{12})/2\\\end{matrix}}\right)}
Кристалічні класи 32б 3m та {\displaystyle {\bar {3}}}m характеризуються 6-ма незалежними модулями
{\displaystyle \left({\begin{matrix}c_{11}&c_{12}&c_{13}&c_{14}&0&0\\&c_{11}&c_{13}&-c_{14}&0&0\\&&c_{33}&0&0&0\\&&&c_{44}&0&0\\&&&&c_{55}&c_{14}\\&&&&&(c_{11}-c_{12})/2\\\end{matrix}}\right)}

### Гексагональна сингонія
Для гексагональної сингонії існує 5 незалежних елементів матриці пружності
{\displaystyle \left({\begin{matrix}c_{11}&c_{12}&c_{13}&0&0&0\\&c_{11}&c_{13}&0&0&0\\&&c_{33}&0&0&0\\&&&c_{44}&0&0\\&&&&c_{44}&0\\&&&&&(c_{11}-c_{12})/2\\\end{matrix}}\right)}

### Кубічна сингонія
Три незалежних модулі пружності
{\displaystyle \left({\begin{matrix}c_{11}&c_{12}&c_{12}&0&0&0\\&c_{11}&c_{12}&0&0&0\\&&c_{11}&0&0&0\\&&&c_{44}&0&0\\&&&&c_{44}&0\\&&&&&c_{44}\\\end{matrix}}\right)}

### Ізотропне середовище
Два незалежних модулі пружності
{\displaystyle \left({\begin{matrix}c_{11}&c_{12}&c_{12}&0&0&0\\&c_{11}&c_{12}&0&0&0\\&&c_{11}&0&0&0\\&&&(c_{11}-c_{12})/2&0&0\\&&&&(c_{11}-c_{12})/2&0\\&&&&&(c_{11}-c_{12})/2\\\end{matrix}}\right)}